# Trackhouse Racing Team
Das Trackhouse Racing Team ist ein US-amerikanisches Motorsportteam aus  Concord, North Carolina, das 2021 vom früheren Nationwide-Series-Rennsieger Justin Marks sowie dem Rapper Pitbull gegründet wurde.
Das Team startet aktuell in der NASCAR Cup Series und seit der Saison 2024 in der MotoGP-Klasse der Motorrad-Weltmeisterschaft, wo man als Aprilia-Kundenteam und Nachfolger von RNF MotoGP Racing antritt.

## Rennsiege NASCAR Cup Series
|   | Saison | Strecke     | Fahrer              |
| - | ------ | ----------- | ------------------- |
| 1 | 2022   | Austin      | Ross Chastain       |
| 2 | 2022   | Talladega   | Ross Chastain       |
| 3 | 2022   | Sonoma      | Daniel Suárez       |
| 4 | 2023   | Nashville   | Ross Chastain       |
| 5 | 2023   | Chicago     | Shane van Gisbergen |
| 6 | 2023   | Phoenix     | Ross Chastain       |
| 7 | 2024   | Atlanta     | Daniel Suárez       |
| 8 | 2024   | Kansas City | Ross Chastain       |